# Grandes éxitos
Albums de Shakira
Laundry Service
(2001) Live and off the Record
(2004)
Grandes éxitos est une compilation, sortie en 2002, des plus grands tubes en espagnol de Shakira. Il y a aussi un DVD sur lequel on trouve une interview de la chanteuse pour la promotion de Laundry Service. Les chansons Tú, ¿Dónde Están los Ladrones? et No Creo ne sont pas les versions originales mais celles du live MTV Unplugged.

## Liste des pistes
1. Estoy aquí
2. Antología
3. Un poco de amor
4. ¿Dónde estás corazón?
5. Que me quedes tú
6. Ciega, sordomuda
7. Si te vas
8. No creo (MTV Unplugged)
9. Inevitable
10. Ojos así
11. Suerte (Whenever, Wherever)
12. Te aviso, te anuncio (Tango)
13. Tú (MTV Unplugged)
14. ¿Dónde están los ladrones? (MTV Unplugged)
15. Moscas en la Casa